# 北島忠男
北島 忠男（きたじま ただお、1928年11月22日 - 2009年）は、日本の経営学者。
埼玉県生まれ。明治大学商学部卒、1957年同大学院商学研究科博士課程満期退学。1966年「株式所有権の分散と集中に関する研究」で明大商学博士。明治大学商学部講師、助教授、教授。1999年定年、名誉教授。アジア市場経済学会初代会長。

## 著書
- 『割賦販売と信用調査』同文館出版 1967
- 『現代流通論』白桃書房 1969
- 『債券運用法 貯金は損・株は危ない』光文社 カッパ・ビジネス　1977
- 『現代証券市場論』白桃書房 1980
- 『現代の証券市場』白桃書房 1993

### 共編著
- 『入門証券市場』林久吉共著 白桃書房 1959
- 『配給総論』林久吉, 刀根武晴共著 文雅堂書店 1961
- 『証券市場概論』林久吉共著 白桃書房 1964
- 『現代の流通論 二つのマーケティング』清水晶,三上富三郎共編 同文館出版 1968
- 『流通総論』大野勝也, 江田三喜男共著 白桃書房 1976
  - 『流通総論 新訂』小林一共著 白桃書房 1999
- 『企業財務ファンダメンタルズ 理論と実証』中村竜哉共著 白桃書房 2000

### 翻訳
- A.A.バーリー, G.C.ミーンズ『近代株式会社と私有財産』文雅堂書店 現代経済学名著選集 1957

## 論文
- <北島忠男